# Kuźnia (województwo mazowieckie)
Kuźnia – wieś w Polsce, położona w województwie mazowieckim, w powiecie szydłowieckim, w gminie Jastrząb. Ma status sołectwa.
W latach 1975–1998 wieś administracyjnie należała do województwa radomskiego.
Wierni Kościoła rzymskokatolickiego należą do parafii św. Jana Chrzciciela w Jastrzębiu.